# Notre-Dame-des-Millières
Notre-Dame-des-Millières ist eine französische Gemeinde mit 1.000 Einwohnern (Stand: 1. Januar 2022) im Département Savoie in der Region Auvergne-Rhône-Alpes (vor 2016 Rhône-Alpes). Notre-Dame-des-Millières gehört zum Kanton Albertville-2 im Arrondissement Albertville und ist Mitglied im Gemeindeverband Arlysère.

## Geografie
Notre-Dame-des-Millières liegt etwa 33 Kilometer ostnordöstlich von Chambéry und etwa sieben Kilometer südwestlich von Albertville im Tal der Isère. Umgeben wird Notre-Dame-des-Millières von den Nachbargemeinden Gilly-sur-Isère im Norden, Monthion im Osten und Nordosten, Saint-Paul-sur-Isère im Südosten, Sainte-Hélène-sur-Isère im Süden und Westen, Frontenex im Westen und Nordwesten sowie Tournon im Westen und Nordwesten.

## Bevölkerungsentwicklung
| Jahr                       | 1954 | 1962 | 1968 | 1975 | 1982 | 1990 | 1999 | 2006 | 2018 |
| -------------------------- | ---- | ---- | ---- | ---- | ---- | ---- | ---- | ---- | ---- |
| Einwohner                  | 564  | 577  | 593  | 559  | 604  | 759  | 812  | 885  | 1031 |
| Quellen: Cassini und INSEE |      |      |      |      |      |      |      |      |      |

## Sehenswürdigkeiten
- Kirche Notre-Dame

|  |  |